# Diplazon neoalpinus
Diplazon neoalpinus är en stekelart som beskrevs av Zwakhals 1979. Diplazon neoalpinus ingår i släktet Diplazon och familjen brokparasitsteklar. Arten är reproducerande i Sverige. Inga underarter finns listade i Catalogue of Life.